# 제로 타켓
《제로 타겟》(Zero Tolerance)은 미국에서 제작된 조셉 메리 감독의 1994년 액션, 범죄, 드라마 영화이다. PM 엔터테인먼트 그룹(PM Entertainment Group)의 영화이다. 로버트 패트릭 등이 주연으로 출연하였고 조셉 메리 등이 제작에 참여하였다.

## 출연

### 주연
- 로버트 패트릭

### 조연
- 타이터스 웰리버
- 크리스틴 미도우스
- 믹 플리트우드

## 한국어 더빙 성우진(KBS, 1997년 2월 1일)
- 김도현 - 제프 (로버트 패트릭)
- 안경진 - 메건 (크리스틴 미도우스)
- 김영민 - 만타 (타이터스 웰리버)
- 유제상
- 장승길
- 김정주
- 박상훈
- 이재용
- 김순영

## 홈 비디오
이 영화는 영국에서 퍼스트 인디펜던트 필름스에 의해 홈 비디오로 출시되었다.

## 기타
- 협력프로듀서: 스콧 맥아보이
- 미술: 스티브 라모스
- 배역: 아드리아나 미쉘